# Панчурга
Панчурга — деревня в Кикнурском районе Кировской области.

## География
Находится на расстоянии примерно 10 км по прямой на север-северо-запад от райцентра поселка  Кикнур.

## История
Известна с 1802 года как деревня Памшурга с населением 44 души мужского пола. В 1873 году здесь было учтено дворов 35 и жителей 238, в 1905 (уже Паншурга) 67 и 375, в 1926 (Панчурга или Памшура) 86 и 404 (в том числе мари 359), в 1950 82 и 241, в 1989 году отмечено 166 жителей. Настоящее название закрепилось с 1939 года. До января 2020 года входила в Кикнурское сельское поселение до его упразднения.

## Население
Постоянное население  составляло 92 человек (мари 92%) в 2002 году, 63 в 2010.